# Arsenal d'Esquimalt (Royal Navy)
Pour les articles homonymes, voir Esquimalt (homonymie).
L'arsenal d'Esquimalt est un arsenal naval de la Royal Navy britannique, situé sur la côte Pacifique du Canada. C'est l'un des arsenaux les plus importants de l'armée britannique de 1842 à 1905, après quoi il est repris par les autorités canadiennes.
Installé près du port d'Esquimalt et de la ville de Victoria en Colombie-Britannique, l'arsenal vise initialement à remplacer la base de Valparaiso comme centre de commandement de la Pacific Station pour la marine britannique. C'est la seule base navale de la Royal Navy située en Amérique du Nord[Quand ?].

## Historique
La Royal Navy utilise le havre d'Esquimalt depuis 1848 et y aménage, au fil des ans, des installations plus ou moins temporaires telles que des forges, des ateliers de menuiserie, un dépôt de charbon et un petit hôpital. Comme dans tous les ports, un village s'était développé à proximité, avec ses cabarets et ses lupanars. À partir de 1858, la base s'enrichit de diverses constructions, notamment de casernes, et, en 1860, on érige un phare dans l'île Fisgard, à l'entrée du port, ainsi qu'un grand dépôt pouvant contenir 1 400 tonnes de charbon. Ce combustible, essentiel aux navires de guerre à vapeur, provient des mines de Nanaïmo situées à 130 kilomètres au nord. La construction d'une poudrière s'achève en 1862, année où l'Amirauté britannique déménage le quartier général de l'escadre du Pacifique de Valparaiso à Esquimalt.
Depuis la fin du 20e siècle, la base qui s'est développée depuis l'arsenal se nomme la Base des Forces canadiennes Esquimalt.